# Chrysometa sicki
Chrysometa sicki là một loài nhện trong họ Tetragnathidae.
Loài này thuộc chi Chrysometa. Chrysometa sicki được Herbert W. Levi miêu tả năm 1986.